# 布爾根河

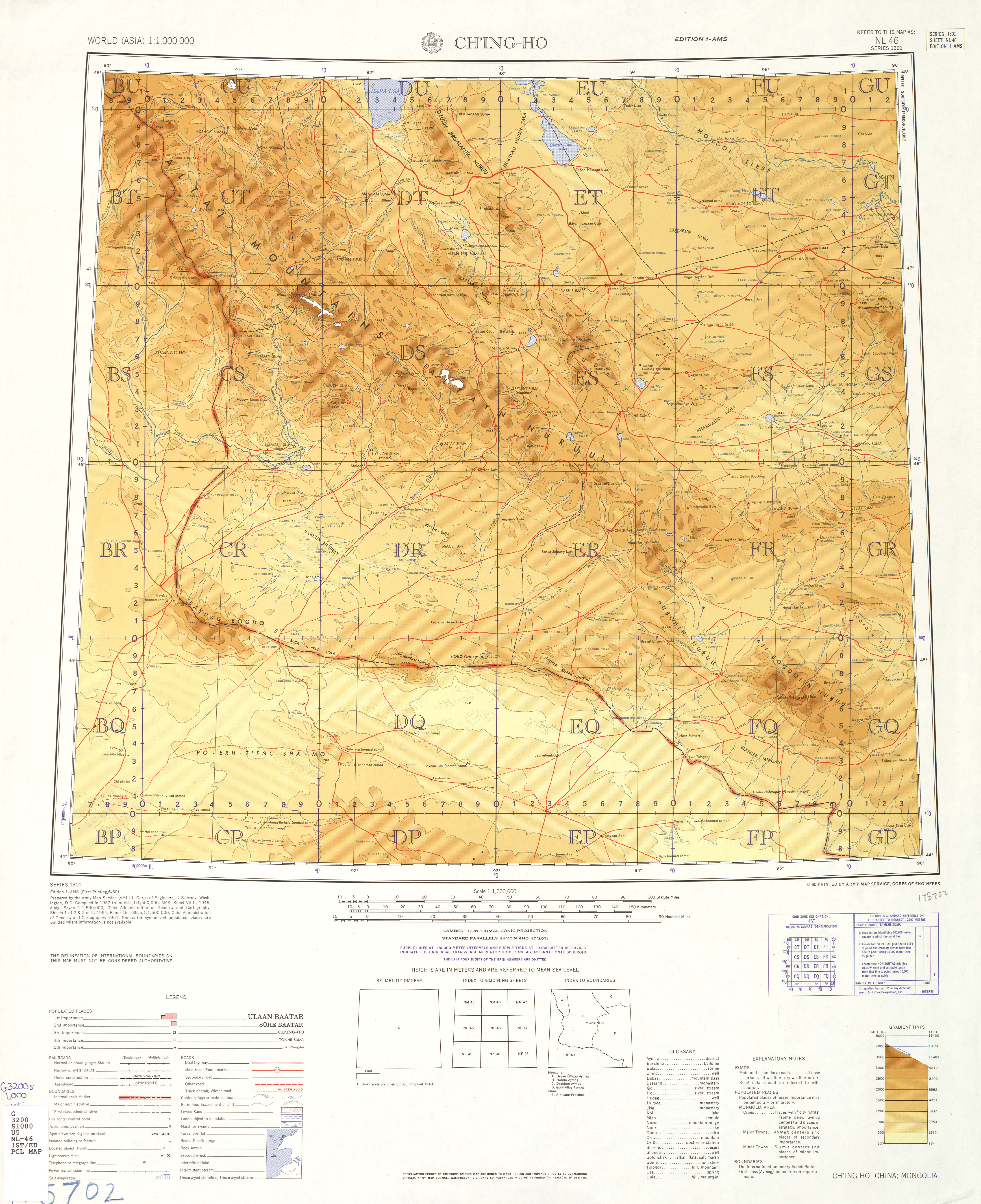
青河县附近中蒙边界地区地形图，布尔根河（Bulagan Gol）位于编号CT、CS区域内。

布尔根河也称布尔干河，流经蒙古国西部和中华人民共和国新疆维吾尔自治区的一条国际河流，是乌伦古河左岸支流，有些资料和地图将其视为乌伦古河的上游。河名“布尔干”蒙古语意为“河狸”。布尔根河发源于蒙古国巴彦乌列盖省布尔干县北部，阿尔泰山脉的都新乌拉山和蒙赫海尔汗山，自南向北流，于科布多省的布尔干县转西流，经布尔根洼地和布尔根河谷后于塔克什肯口岸进入中国新疆阿勒泰地区青河县境内，经布尔根水库、塔克什肯镇，最后与青格里河汇合而成乌伦古河，注入乌伦古湖。河流全长266千米，流域面积10315平方千米，年均径流量约6亿立方米。上游蒙古国境内建有布尔干河国家公园，下游中国境内沿岸建有中国唯一的河狸自然保护区——新疆布尔根河狸国家级自然保护区。